# Wilhelm Fresenius
Wilhelm Fresenius (17 de junio de 1912 - 2 de agosto de 2004) fue un destacado científico alemán reconocido por sus aportaciones a la química analítica.
Nació en la ciudad de Berlín el 17 de junio de 1912. Se doctoró en química en la Universidad de Goettingen en 1939 y laboró como profesor asistente antes de asumir la dirección del Instituto Fresenius de la Universidad de Fráncfort del Meno, el cual había sido fundado previamente por su abuelo, el célebre Karl Remigius Fresenius (1818-1897). Sus investigaciones se concentraron en la mejora de la calidad del agua potable. Fresenius fue autor de varios libros de texto y presidió varias organizaciones e instituciones, entre ellas la Escuela Europa de Formación Profesional. Entre sus premios destacan el doctorado honoris causa de la Universidad Johannes Gutenberg de Maguncia y la Gran Cruz del Mérito de Alemania.
Falleció el 2 de agosto de 2004 en Taunusstein. Tenía dos hijos y una hija. Su esposa Irmela había fallecido en 1998.